# Karl Georg Zinn
Karl Georg Zinn (* 22. September 1939 in Kassel) ist ein deutscher Wirtschaftswissenschaftler.

## Leben
Zinn ist Sohn des ehemaligen hessischen Ministerpräsidenten Georg-August Zinn. Er studierte Wirtschafts- und Sozialwissenschaften in Frankfurt am Main, Freiburg und Mainz.
Er wurde 1965 promoviert. Im Jahr 1969 erfolgte seine Habilitation an der Johannes-Gutenberg-Universität Mainz. Von 1970 bis 2004 war Zinn Professor für Volkswirtschaftslehre an der Rheinisch-Westfälischen Technischen Hochschule Aachen mit den Arbeitsschwerpunkten „Außenwirtschaft und Geschichte der politischen Ökonomie“.
Zinn ist bekannt für seine dezidiert keynesianische Position; auch marxistische Ansätze sind Basis seiner Analyse. Zinn stuft insbesondere den so genannten Neoliberalismus als gefährlich für die Entwicklung der deutschen Gesellschaft ein. Er veröffentlicht regelmäßig Beiträge in der Zeitschrift Sozialismus. Er ist neben Frank Crüsemann, Ulrich Duchrow, Heino Falcke, Christian Felber, Kuno Füssel, Detlef Hensche, Siegfried Katterle, Arne Manzeschke, Silke Niemeyer, Franz Segbers und Ton Veerkamp Erstunterzeichner des Aufrufs Frieden mit dem Kapital? Ein Aufruf wider die Anpassung der Evangelischen Kirche an die Macht der Wirtschaft.
Zinn ist Mitglied im Beirat der Bürgerrechtsorganisation Humanistische Union und offizieller Unterstützer der Demonstration Freiheit statt Angst.

## Schriften
- Die positivistische Evolutionsthese des Comteschen Dreistadiengesetzes. Darstellung und Vergleich mit ökonomischen Entwicklungsstufenlehren. Dissertation. Mainz 1966
- Konjunkturlehre für Praktiker. Einführung in die Konjunkturtheorie und Konjunkturpolitik unter Berücksichtigung des Stabilitätsgesetzes und der Grundzüge der Beschäftigungstheorie. Verlag Neue Wirtschafts-Briefe, Herne/Berlin 1969; 4. veränderte Aufl. ebd. 1977, ISBN 3-482-53054-8
- Allgemeine Wirtschaftspolitik als Grundlegung einer kritischen Ökonomie. Kohlhammer, Stuttgart [u. a.] 1970; 2. überarbeitete u. erweiterte Aufl. ebd. 1974, ISBN 3-17-001929-5
- Basistheorie des ökonomischen Wohlstandes in der Demokratie. Die Interdependenz von Gleichheit, Zeit und Nutzen und die verteilungspolitische Konsequenz. Habilitation. F. Steiner, Wiesbaden 1970
- Sozialistische Planwirtschaftstheorie. Grundlagen und aktuelle Probleme der Arbeitswertlehre. Kohlhammer, Stuttgart [u. a.] 1971
- Arbeitswerttheorie. Zum heutigen Verständnis der positiven Wirtschaftstheorie von Karl Marx. Verlag Neue Wirtschafts-Briefe, Herne/Berlin 1972, ISBN 3-482-53101-3
- Wohlstand und Wirtschaftsordnung. Zur Leistungsfähigkeit von marktwirtschaftlichen und planwirtschaftlichen Systemen. Wissenschaftliche Buchgesellschaft, Darmstadt 1972, ISBN 3-534-06225-6
- mit Hans-R. Hemmer: 20 leichte Themen aus der allgemeinen Volkswirtschaftslehre. Verlag Neue Wirtschafts-Briefe, Herne/Berlin 1972, ISBN 3-482-76012-8
- mit Hans-R. Hemmer: 10 mittelschwere Themen aus der allgemeinen Volkswirtschaftslehre. Verlag Neue Wirtschafts-Briefe, Herne/Berlin 1973, ISBN 3-482-76022-5
- mit Hans-R. Hemmer: 35 Themen, Fälle, Lösungen aus der allgemeinen Volkswirtschaftslehre. Verlag Neue Wirtschafts-Briefe, Herne/Berlin 1974, ISBN 3-482-76013-6
- Wirtschaftszusammenhänge verständlich lehren. Urban und Schwarzenberg, München/Berlin/Wien 1976, ISBN 3-541-40051-X; Nachdruck als Volkswirtschaftlehre. Eine einführende Darstellung. Augustinus-Buchhandlung, Aachen 1984, ISBN 3-925038-01-9.
- Wirtschaft und Wissenschaftstheorie. Erkenntnisse und Praxis für Betriebs- und Volkswirte. Verlag Neue Wirtschafts-Briefe, Herne/Berlin 1976, ISBN 3-482-53141-2
- (Hrsg.): Strategien gegen die Arbeitslosigkeit. Analysen zur wirtschaftlichen Fehlentwicklung und wirtschaftspolitische Handlungsvorschläge. Europäische Verlagsanstalt, Frankfurt/Köln 1977, ISBN 3-434-45069-6
- mit Ulrich Peter Ritter: Grundwortschatz wirtschaftswissenschaftlicher Begriffe. Englisch-Deutsch/Deutsch-Englisch. Fischer, Stuttgart/New York 1978, ISBN 3-437-40046-0; 6. bearbeitete und erweiterte Aufl.: Lucius und Lucius, Stuttgart 1997, ISBN 3-8282-0039-7
- Der Niedergang des Profits. Eine Streitschrift zu den Risiken der kapitalistischen Wirtschaftskrise. Bund-Verlag, Köln 1978, ISBN 3-7663-0218-3
- Preissystem und Staatsinterventionismus. Geschichte und Theorie der privaten Preisadministration und der Preiskontrolle in Grossbritannien und den USA. Bund-Verlag, Köln 1978, ISBN 3-7663-0197-7
- Die Selbstzerstörung der Wachstumsgesellschaft. Politisches Handeln im ökonomischen System. Rowohlt, Reinbek 1980, ISBN 3-499-55394-5
- mit Werner Meissner: Der neue Wohlstand. Qualitatives Wachstum und Vollbeschäftigung. Bertelsmann, München 1984, ISBN 3-570-02278-1
- Arbeit, Konsum, Akkumulation. Versuch einer integralen Kapitalismusanalyse von Keynes und Marx. VSA-Verlag, Hamburg 1986, ISBN 3-87975-347-4
- Politische Ökonomie. Apologien und Kritiken des Kapitalismus. Westdeutscher Verlag, Opladen 1987, ISBN 3-531-22150-7
- Makroökonomie. Einführung in die Einkommens- und Beschäftigungstheorie (Allgemeine Volkswirtschaftslehre III). Augustinus-Buchhandlung, Aachen 1987; 7. überarbeitete Aufl.: Riese Springer, Aachen 1998, ISBN 3-933682-02-9
- (Hrsg.): Keynes aus nachkeynesscher Sicht. Zum 50. Erscheinungsjahr der „Allgemeinen Theorie“ von John Maynard Keynes. Deutscher Universitäts-Verlag, Wiesbaden 1988, ISBN 3-8244-4005-9
- Kanonen und Pest. Über die Ursprünge der Neuzeit im 14. und 15. Jahrhundert. Westdeutscher Verlag, Opladen 1989, ISBN 3-531-12107-3
- Soziale Marktwirtschaft. Idee, Entwicklung und Politik der bundesdeutschen Wirtschaftsordnung. BI-Taschenbuchverlag, Mannheim [u. a.] 1992, ISBN 3-411-10181-4
- Die Wirtschaftskrise. Wachstum oder Stagnation. Zum ökonomischen Grundproblem reifer Volkswirtschaften. BI-Taschenbuchverlag, Mannheim [u. a.] 1994, ISBN 3-411-10451-1
- Konjunktur und Wachstum. Verlag der Augustinus-Buchhandlung, Aachen 1994, ISBN 3-86073-330-3; 5. aktualisierte Aufl.: Riese-Springer, Aachen 2002, ISBN 3-933682-03-7
- Zwanzig Jahre Wirtschaftskrise – Signal eines Epochenwandels? Über Arbeitslosigkeit, Bewältigungsrhetorik und den Glauben an einfache Rezepte. In: Arbeit. Heft 3/1996, S. 298–317 (PDF; 143 kB)
- Jenseits der Markt-Mythen. Wirtschaftskrisen: Ursachen und Auswege. VSA-Verlag, Hamburg 1997, ISBN 3-87975-698-8
- Wie Reichtum Armut schafft. Verschwendung, Arbeitslosigkeit und Mangel. PapyRossa-Verlag, Köln 1998, ISBN 3-89438-150-7; 2. überarbeitete und erweiterte Aufl. ebd. 2002, ISBN 3-89438-249-X
  - Rezension von Jos Schnurer auf socialnet, 27. Januar 2007
- Sozialstaat in der Krise. Zur Rettung eines Jahrhundertprojekts. Aufbau-Taschenbuch-Verlag, Berlin 1999, ISBN 3-7466-8528-1
- Gewinner und Verlierer der Globalisierung? Wirtschaftsentwicklung im letzten Viertel des 20. Jahrhunderts. VSA, Hamburg 2000, ISBN 3-87975-954-5
- Arbeit, Nachhaltigkeit und Beschäftigung. In: Arbeit. Heft 1/2001, S. 36–49 (PDF; 60 kB)
- Zukunftswissen. Die nächsten 10 Jahre im Blick der politischen Ökonomie. VSA-Verlag, Hamburg 2002, ISBN 3-87975-855-7
- mit Joachim Bischoff & Joachim Hirsch: Globalisierung, Neoliberalismus, Alternativen. VSA, Hamburg 2003, ISBN 3-89965-910-4
- mit Joachim Bischoff & Klaus Dräger: Zukunft Europas. Wirtschaftssteuerung – Binnenmarktliberalisierung – transatlantische Partnerschaft. VSA-Verlag, Hamburg 2004, ISBN 3-89965-915-5
- Grundzüge und Besonderheiten des Neoliberalismus in Deutschland. In: Hans-Georg Draheim & Dieter Janke (Hrsg.): Legitimationskrise des Neoliberalismus – Chance für eine neue politische Ökonomie? Rosa-Luxemburg-Stiftung Sachsen, Leipzig 2007, ISBN 978-3-89819-258-3, S. 27–52 (PDF; 241 kB)
- Kapitalismus in futurologischer Retrospektive. In: Z. Zeitschrift Marxistische Erneuerung. März 2008
- mit Udo Ludwig, Klaus Steinitz et al.: Konjunktur-Perspektiven. Zwischen Prosperitätserwartungen und Krisenszenarien. VSA, Hamburg 2008, ISBN 978-3-89965-294-9
- Die Keynessche Alternative. Beiträge zur Keynesschen Stagnationstheorie, zur Geschichtsvergessenheit der Ökonomik und zur Frage einer linken Wirtschaftsethik. VSA, Hamburg 2008, ISBN 978-3-89965-323-6
  - darin: Warum sind die Schweden die besseren Sozialdemokraten? Zur Bedeutung interkultureller Unterschiede (PDF; 176 kB)
- mit Joachim Bischoff & Stephan Krüger: Finanzkrise, Überakkumulation, und die Rückkehr des Staates. VSA, Hamburg 2008, ISBN 978-3-89965-948-1